# Saranggwa yamang (serial televisivo 1987)
Saranggwa yamang (사랑과 야망?; lett. "Amore e ambizione", anche noto con il titolo internazionale Love and Ambition) è un serial televisivo sudcoreano trasmesso su MBC TV dal 10 gennaio al 27 dicembre 1987.
Ha ottenuto uno share del 78%, diventando talmente popolare all'epoca che "le strade si zittivano intorno all'orario in cui andava in onda mentre praticamente tutto il Paese era a casa di fronte alla TV". Si è aggiudicato sette riconoscimenti a due diverse edizioni dei Baeksang Arts Award: Gran Premio, Miglior serie televisiva, Miglior attrice (a Kim Chung), Premio popolarità uomini (a Lee Deok-hwa e Nam Sung-hoon) e Premio popolarità donne (a Cha Hwa-yeon e Nam Neung-mi).
Nel 2006 è andato in onda un remake omonimo su SBS TV.

## Trama
Corea del Sud, anni Cinquanta. I fratelli Tae-jun e Tae-su vivono nelle campagne di Chuncheon, in condizioni di povertà causate da un debito contratto accidentalmente dal padre, che gli ha fatto perdere il mulino con cui sostentava la famiglia. Quando il genitore si toglie la vita, Tae-su uccide lo strozzino colpevole del debito e si nasconde per evitare di essere perseguito, mentre Tae-jun approfondisce la propria educazione alla scuola di legge e si prepara a sposare il suo primo amore Mi-ja, divenuta una star del cinema.

## Personaggi e interpreti
- Park Tae-jun, interpretato da Nam Sung-hoon
- Park Tae-su, interpretato da Lee Deok-hwa
- Kim Mi-ja, interpretata da Cha Hwa-yeon